# Sima Milutinović
Sima Milutinović Sarajlija (cirill betűkkel: Сима Милутиновић Сарајлија; Szarajevó, 1791. október 14. – Belgrád, 1848. január 11.) szerb költő és író.

## Élete
Tanulmányait Karlócán és Belgrádon végezte, ahol a fejedelmi iroda titkára lett. 1815-ben részt vett a törökök elleni lázadásban. 1820-ban kivándorolt Oroszországba, ahol a cártól kegydíjat kapott; innen 1825-ben Lipcsébe ment, ahol két évig a bölcsészeti előadásokat látogatta. 1827-től 1831-ig Cetinjében az ifjú II. Péter Njegos vladikának tanítója volt. Belgrádba visszatérvén, a pártviszályokban annyira előtérbe lépett, hogy 1840-ben in contumaciam halálra itéltetett. Mihály fejedelem szökése után 1842-ben magas állást kapott ugyan a közoktatásügyi minisztériumban, de ellenségeinek fondorlatai folytán ezt is elvesztette és szegénységben halt meg. Milutinović tekinthető az új szerb irodalom megalapítójának.

## Nevezetesebb munkái
- Serbijanka (Lipcse 1826, 4 kötet, lírai és epikus költemény-gyűjtemény, melyben lelkesült költői nyelven dicsőítette Karagyorgye és Milos Szerbia függetlenségéért vívott harcait)
- Nekoliko pjesme (Néhány költemény, uo. 1826)
- Zorica (Reggeli fény, Pest, 1827)
- Dika Crnogorska (Montenegro dicsősége, dráma, Cetinje, 1835)
- Karagyorgye (dráma, Belgrád 1843)

Megírta továbbá szerb nyelven Montenegro történetét (Pétervár, 1835) és Szerbia függetlenségi harcának történetét is (Lipcse, 1837).